# Freddy Kempf

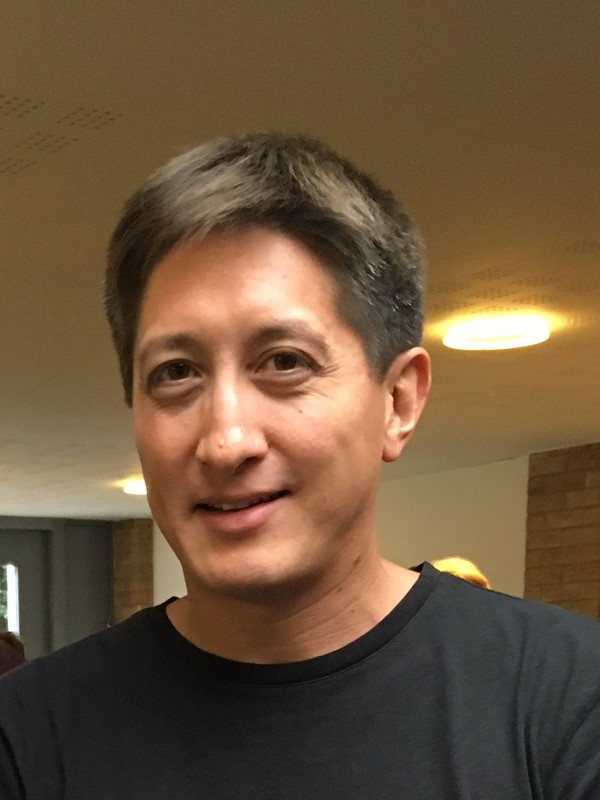
Freddy Kempf, 2017

Freddy Kempf (* 14. Oktober 1977 in Croydon (London)) ist ein englischer Pianist.

## Leben
Freddy Kempf ist der Sohn eines Deutschen und einer Japanerin, verwandt mit Wilhelm Kempff. Er erhielt im Alter von vier Jahren seinen ersten Klavierunterricht; vom sechsten bis zum 14. Lebensjahr wurde er von Ronald Smith unterrichtet. Bereits mit acht Jahren gab er sein Konzertdebüt mit dem Royal Philharmonic Orchestra.
Kempf war Preisträger verschiedener Klavierwettbewerbe. 1992 gewann er als jüngster Teilnehmer den BBC Young Musician Wettbewerb in Glasgow. Er wurde auch dadurch international bekannt, dass er 1998 beim Tschaikowski-Wettbewerb in Moskau nicht den ersten, sondern lediglich den dritten Platz belegte. Dies hatte Proteste des Publikums und der russischen Presse zur Folge, die ihn als den „Helden des Wettbewerbs“ bezeichnete. 2001 gewann er den Classical BRIT Awards als „Young British Classical Performer“.
Kempf tritt international als Solist und Kammermusiker auf, unter anderem in der Carnegie Hall und der Royal Albert Hall. Er arbeitet dabei mit renommierten Orchestern zusammen, wie mit dem Royal Philharmonic Orchestra, der Dresdner Philharmonie, der San Francisco Symphony, dem BBC Scottish Symphony Orchestra, dem Philadelphia Orchestra, dem National Taiwan Symphony Orchestra, dem RTV Slovenia Symphony Orchestra, dem Philharmonischen Orchester Bergen und dem Moskauer Philharmonischen Orchester.
Er spielte zahlreiche CDs für das schwedische Label BIS Records ein mit Werken von u. a. Johann Sebastian Bach, Ludwig van Beethoven, Frédéric Chopin, Franz Liszt, Sergei Rachmaninov und Robert Schumann. Im März 2006 wurde seine erste Bach-CD mit dem Titel Freddy Kempf Plays Bach veröffentlicht.
Kempf ist mit der Geigerin und Konzertmeisterin Katja Lämmermann verheiratet und lebt in der Nähe von München.